# Joan Chen
Chen Chong o Joan Chen (xinès tradicional: 陳冲, xinès simplificat: 陈冲, pinyin: Chén Chōng; Shanghai, 21 d'abril de 1961) és una actriu, directora, guionista i productora cinematogràfica d'origen xinès que té la nacionalitat estatunidenca.
Va néixer en una família de metges. Ha estudiat a l'Acadèmia de Cinema i a l'Institut de Llengües Estrangeres de Xangai. Fou descoberta com a artista, amb catorze anys, per Jiang Qing, la darrera esposa de Mao. I cèlebre a la Xina quan va ser dirigida per Xie Jin. El 1081 se'n va anar a estudiar als Estats Units (a la Universitat Estatal de Nova York i, més endavant a la Universitat Estatal de Califòrnia). A Occident fou coneguda arran de l'exhibició de la pel·lícula L'últim emperador i, entre el gran públic, amb la sèrie televisiva Twin Peaks. El 1998 dirigeix per primer cop una pel·lícula (Xiu Xiu). Ha estat casada dues vegades: amb Jim Lau, del qual es va divorciar i, després amb Peter Hui, amb qui té dues filles. Ha estat distingida amb diversos premis i mencions.

## Filmografia
- 1977: Youth
- 1979: Little Flower i Hearts for the Motherland
- 1981: Awakening
- 1985: Dim Sum: A Little Bit of Heart
- 1986: Goodbye My Love i Tai-Pan
- 1987: L'últim emperador
- 1989: The Blood of Heroes
- 1991: Perillosament units (Wedlock)
- 1992: Turtle Beach i Twin Peaks: Fire Walk with Me
- 1993: El cel i la terra (Heaven & Earth)
- 1993: Temptation of a Monk(on fa dos papers)
- 1994: Golden Gate, Red Rose White Rose i On Deadly Ground
- 1995: The Hunted, Wild Side i Jutge Dredd (Judge Dredd)
- 1996: Precious Find
- 1999: Purple Storm
- 2000: Tardor a Nova York (Autumn in New York) (directora)
- 2000: What's Cooking?
- 2004: Avatar, Jasmine Women i Saving Face
- 2005: Sunflower
- 2006: Americanese
- 2007: The Home Song Stories, All God's Children Can Dance , The Sun Also Rises i Lust, Caution
- 2008: The Leap Years; Shi Qi i 24 City
- 2009: L'últim ballarí de Mao
- 2010:  Love in Disguise i Color Me Love
- 2011: 1911. The Revolution i Kiss, His First
- 2012: White Frog, Passion Island, Let It Be i Double Xposure
- 2014: Relative Insanity

## Premis i nominacions
Nominacions
- 1998: Os d'Or per Xiu Xiu